# ۵۵ روز در پکن
۵۵ روز در پکن (انگلیسی: 55 Days at Peking) فیلمی آمریکایی در سبک درام به کارگردانی نیکلاس ری است که در سال ۱۹۶۳ منتشر شد.

## خلاصه داستان
دیپلماتها، سربازان و نمایندگان دوازده کشور مختلف در سال ۱۹۰۰ در جریان شورشهای باکسر در پکن تحت محاصره قرار گرفتند و…

## بازیگران
- چارلتون هستون
- اوا گاردنر
- دیوید نیون
- فلورا رابسون
- جان آیرلند
- لئو گن
- پل لوکاس
- هری اندروز
- فیلیپ لروی
- ماسیمو سراتو
- ژاک سرنا
- نیکلاس ری
- خوزه نیتو
- الیزابت سلرز
- مایکل چو
- رابرت هلپمن
- فرناندو سانچو
- کرت کاشنر
- کنچیتا مونتس
- جرج وانگ
- ژان-کلود میشل
- میچل کوال
- فلیکس دافائوسه
- کارلوس کاساراویا
- آلفردو مایو